# 南之坊 (山梨県身延町)
南之坊（みなみのぼう）は、山梨県南巨摩郡身延町身延にある日蓮宗の寺院。不軽院。身延山久遠寺の宿坊として最古級の坊。

## 歴史
- 正安2年（1300年）日昭（六老僧の一人）を開山に創建された。明治7年（1874年）山内支院総会の決議で合併が決まる（これにより身延山の宿坊は82坊から35坊に減少した）と上妙坊（浄妙坊）を合併した。

## 現在
現在は「身延山信徒研修道場」を併設しており、錬成会・写経会といった宿泊を伴う各種研修会の会場として利用されている。施設内には講堂・食堂の他に浴室・水行場・宿泊棟を備えている。

## 旧末寺
日蓮宗は昭和16年（1941年）に本末を解体したため、現在では旧本山、旧末寺と呼びならわしている。
- 大城山妙覺寺(山梨県南巨摩郡身延町大城)

## 参考資料
- 日蓮宗寺院大鑑編集委員会『宗祖第七百遠忌記念出版 日蓮宗寺院大鑑』大本山池上本門寺 (1981年)
- 『身延町誌』身延町（1970年）

## 周辺寺院
六老僧関係寺院として以下の坊がある。
- 窪之坊 - 開基蓮華阿闍梨日持
- 樋沢坊 - 開基佐渡阿闍梨日向
- 林蔵坊 - 開基白蓮阿闍梨日興
- 竹之坊 - 開基大国阿闍梨日朗
- 山本坊 - 開基伊予阿闍梨日頂